# Quận Perry, Kentucky
Quận Perry là một quận thuộc tiểu bang Kentucky, Hoa Kỳ.
Quận này được đặt tên theo. Theo điều tra dân số của Cục điều tra dân số Hoa Kỳ năm 2010, quận có dân số 28712 người. Quận lỵ đóng ở Hazard.

## Địa lý
Theo Cục điều tra dân số Hoa Kỳ, quận có diện tích 890 km2, trong đó có 8 km2 là diện tích mặt nước.